# Emblema dell'Eritrea
L'emblema dell'Eritrea fu adottato in occasione dell'indipendenza del paese dall'Etiopia (il 24 maggio 1993).
L'emblema reca al centro un dromedario, racchiuso fra due rami di ulivo, con in basso un cartiglio recante la dicitura Stato dell'Eritrea in inglese, tigrina ed arabo.

## Storia

Stemma dell'Eritrea durante il periodo coloniale

Il primo stemma dell'Eritrea fu adottato nel 1919, durante l'amministrazione coloniale italiana. Recava un leone di colore rosso (che richiama il nome del paese: Eritrea deriva dal greco antico erythros, che significa appunto "rosso") con dentro una stella di colore bianco (in pratica identica alla Stella d'Italia), con sotto sei fasce ondate di colore blu e bianco (rappresentanti il Mar Rosso da cui il paese è bagnato).

Stemma dell'Eritrea (1936-1941)

Durante il periodo fascista lo stemma fu accompagnato dal capo del Littorio, classico simbolo del regime.
Lo stemma del 1919 venne ripristinato con l'occupazione britannica nel 1941 e rimase il medesimo fino al 1952.
Durante il periodo della federazione con l'Etiopia fu sostituito da un nuovo emblema recante una pianticella d'ibisco al centro, circondato dai due rametti d'ulivo, tutto di colore verde su sfondo bianco (poi ripreso nell'attuale bandiera nazionale).

L'emblema dell'Eritrea durante la federazione con l'Etiopia

Lo stemma venne abolito con l'annessione del paese da parte di Addis Abeba (nel 1962), per ricomparire, nella forma attuale solo alla fine della guerra di liberazione e con l'instaurazione del nuovo stato indipendente.